# Giovanni Reyna
Giovanni Alejandro Reyna (Sunderland, 13 novembre 2002) è un calciatore statunitense, centrocampista del Borussia Dortmund e della nazionale statunitense.

## Biografia
Giovanni Reyna è nato nel Regno Unito durante la militanza del padre Claudio nel Sunderland . La madre è Danielle Egan, ex calciatrice della nazionale femminile statunitense. Il suo nome è un omaggio al difensore olandese Giovanni van Bronckhorst, ex compagno di squadra del padre ai tempi dei Rangers. 

## Caratteristiche tecniche
Può giocare da centrocampista offensivo o da ala, oltre a essere abile a giocare a tutto campo e dotato di buona tecnica e visione di gioco. Ambidestro, è abile a smarcarsi, dispone di buona velocità di base e fisicità, è pericoloso dalla media distanza ed è un buon tiratore di punizioni.

## Carriera

### Club

#### Gli inizi, Borussia Dortmund
Cresciuto nel settore giovanile del New York City, il 2 luglio 2019 è stato acquistato dal Borussia Dortmund. Ha debuttato in prima squadra il 18 gennaio 2020 disputando l'incontro di Bundesliga vinto 5-3 contro l'Augusta. Da lì inizia a trovare maggiore spazio, e il 4 febbraio 2020 ha realizzato la sua prima rete tra i professionisti nella sconfitta per 3-2 nella gara di DFB Pokal contro il Werder Brema; con questa rete è diventato il più giovane marcatore nella storia della competizione all'età di 17 anni e 82 giorni. Il 18 febbraio diventa il terzo più giovane esordiente nella storia della Champions League, subentrando al 67' minuto di una gara contro il Paris Saint-Germain, andando a segno esattamente nove minuti dopo il suo ingresso. Il 16 maggio avrebbe dovuto giocare da titolare la gara contro lo Schalke 04, ma il giocatore subirà un infortunio al polpaccio durante il riscaldamento. Torna in campo il 23 maggio seguente, giocando gli ultimi 11 minuti del successo casalingo contro il Wolfsburg.
Inizia la stagione 2020-2021 mettendo a segno una rete su calcio di punizione in un match valido per la DFB Pokal vinto per 5-0 contro il Duisburg. Il 19 settembre 2020 trova il primo gol in Bundesliga aprendo le danze nella vittoria per 3-0 del Borussia Dortmund contro il Borussia Mönchengladbach. Grazie a questa rete è divenuto il secondo giocatore americano più giovane ad aver segnato nel massimo campionato tedesco, piazzandosi dietro a Christian Pulisic. Il 3 ottobre, durante una gara contro il Friburgo, mette a segno una tripletta di assist per una doppietta di Erling Haaland e una rete di Emre Can, divenendo il primo giocatore statunitense a farla dopo Steve Cherundolo con la maglia dell'Hannover 96. Il 22 dicembre viene nominato come giovane statunitense dell'anno.
All'inizio della stagione 2021-2022 decide di indossare la maglia numero 7 lasciata da Jadon Sancho, appena trasferitosi al Manchester United. Il successivo 27 agosto, in seguito ad una gara contro l'Hoffenheim, è divenuto il giocatore più giovane a raggiungere la quota 50 presenze in Bundesliga. Tuttavia, durante la maggior parte della durata della stagione, il giocatore sarà a più riprese colpito da infortuni che ne limiteranno di molto il minutaggio.
Il 6 settembre 2022, a seguito di una gara contro il Copenaghen, diviene il primo giocatore americano a servire due assist in una gara di Champions League. Il 22 ottobre torna al gol in una gara contro lo Stoccarda, interrompendo un digiuno durato ben 421 giorni. Il 27 maggio 2023, all'ultima giornata di campionato contro il Magonza, il Borussia Dortmund era situato al primo posto in classifica. Successivamente, il Magonza metterà a segno due reti e il Dortmund decise di far entrare Reyna al 63' minuto per tentare di riaccorciare le distanze. Poco dopo, Reyna servirà due assist ai propri compagni, che però risulteranno del tutto vani poiché la gara terminerà sul 2-2, con il titolo che verrà assegnato al Bayern Monaco.

#### Prestito al Nottingham Forest
Il 31 gennaio 2024 il Dortmund ufficializza il suo passaggio al Nottingham Forest in prestito oneroso fino al termine della stagione. Debutta ufficialmente in Premier League quattro giorni dopo la firma, sostituendo Anthony Elanga al 78' minuto di una gara pareggiata 1-1 contro il Bournemouth. Il 13 aprile serve un assist a Morgan Gibbs-White in un pareggio contro il Wolverhampton (2-2). Tuttavia, in questa esperienza, il giocatore non riesce ad incidere finendo per totalizzare solamente 10 presenze in 4 mesi. Verso la fine del mese di maggio viene annunciato che il giocatore avrebbe fatto rientro al Borussia Dortmund dato il mancato riscatto da parte della società inglese.

### Nazionale
Reyna ha iniziato la sua carriera internazionale giocando nelle squadre giovanili degli Stati Uniti, ma dopo aver impressionato con il Borussia Dortmund e date le sue origini, ha suscitato interesse dal Portogallo, dall'Inghilterra e dall'Argentina. Alla fine, in un'intervista del marzo 2020 a Sports Illustrated, Reyna ha dichiarato la sua intenzione di giocare per Stati Uniti. Ha giocato con l'Under-17 degli Stati Uniti, di cui è stato capitano.
Debutta con la selezione statunitense il 12 novembre 2020 in amichevole contro il Galles. Quattro giorni dopo realizza la sua prima rete con la selezione statunitense nel successo per 6-2 contro Panama in amichevole.
Nel 2021 conquista il suo primo titolo di CONCACAF Nations League battendo per 3-2 i rivali del Messico.
Convocato per i Mondiali 2022, il giocatore però giocherà solamente 52 minuti complessivi per via di divergenze con Gregg Berhalter; infatti, il CT statunitense torchierà pesantemente Reyna accusandolo di scarso impegno e di mancanza di attitudine. Successivamente, per vendetta, i genitori del giocatore decideranno di diffondere fatti personali riguardanti la vita privata di Berhalter.
Durante la CONCACAF Nations League 2023 Reyna si rivelerà fondamentale servendo i due assist fondamentali per le due reti che varranno la vittoria finale. Successivamente, il 17 ottobre 2023, mette a segno la sua prima doppietta con l maglia a stelle e strisce in un'amichevole contro il Ghana. Il 25 marzo 2024 realizza la rete del definitivo 2-0 contro il Messico nella finale di Nations League 2023-2024, conquistando il terzo titolo nella suddetta manifestazione.

## Statistiche

### Presenze e reti nei club
Statistiche aggiornate al 22 maggio 2024.
| Stagione                 | Squadra                  | Campionato               | Campionato | Campionato | Coppe nazionali | Coppe nazionali | Coppe nazionali | Coppe continentali | Coppe continentali | Coppe continentali | Altre coppe | Altre coppe | Altre coppe | Totale | Totale | Totale |
| Stagione                 | Squadra                  | Comp                     | Pres       | Reti       | Comp            | Pres            | Reti            | Comp               | Pres               | Reti               | Comp        | Pres        | Reti        | Pres   | Reti   |        |
| ------------------------ | ------------------------ | ------------------------ | ---------- | ---------- | --------------- | --------------- | --------------- | ------------------ | ------------------ | ------------------ | ----------- | ----------- | ----------- | ------ | ------ | ------ |
| 2019-2020                | Borussia Dortmund        | BL                       | 15         | 0          | CG              | 1               | 1               | UCL                | 2                  | 0                  |             | -           | -           | 18     | 1      |        |
| 2020-2021                | Borussia Dortmund        | BL                       | 32         | 4          | CG              | 5               | 3               | UCL                | 8                  | 0                  | SG          | 1           | 0           | 46     | 7      |        |
| 2021-2022                | Borussia Dortmund        | BL                       | 10         | 2          | CG              | 1               | 0               | UCL+UEL            | 0+1                | 0+0                | SG          | 1           | 0           | 13     | 2      |        |
| 2022-2023                | Borussia Dortmund        | BL                       | 22         | 7          | CG              | 2               | 0               | UCL                | 6                  | 0                  | -           | -           | -           | 30     | 7      |        |
| 2023-gen. 2024           | Borussia Dortmund        | BL                       | 11         | 0          | CG              | 1               | 0               | UCL                | 2                  | 0                  |             | -           | -           | 14     | 0      |        |
| Totale Borussia Dortmund | Totale Borussia Dortmund | Totale Borussia Dortmund | 90         | 13         |                 | 10              | 4               |                    | 19                 | 0                  |             | 2           | 0           | 121    | 17     |        |
| gen.-giu. 2024           | Nottingham Forest        | PL                       | 9          | 0          | FACup+CdL       | 1+0             | 0+0             | -                  | -                  | -                  | -           | -           | -           | 10     | 0      |        |
| Totale carriera          | Totale carriera          | Totale carriera          | 99         | 13         |                 | 11              | 4               |                    | 19                 | 0                  |             | 2           | 0           | 131    | 17     |        |

### Cronologia presenze e reti in nazionale
| Cronologia completa delle presenze e delle reti in nazionale ― Stati Uniti | Cronologia completa delle presenze e delle reti in nazionale ― Stati Uniti | Cronologia completa delle presenze e delle reti in nazionale ― Stati Uniti | Cronologia completa delle presenze e delle reti in nazionale ― Stati Uniti | Cronologia completa delle presenze e delle reti in nazionale ― Stati Uniti | Cronologia completa delle presenze e delle reti in nazionale ― Stati Uniti | Cronologia completa delle presenze e delle reti in nazionale ― Stati Uniti | Cronologia completa delle presenze e delle reti in nazionale ― Stati Uniti |
| Data                                                                       | Città                                                                      | In casa                                                                    | Risultato                                                                  | Ospiti                                                                     | Competizione                                                               | Reti                                                                       | Note                                                                       |
| -------------------------------------------------------------------------- | -------------------------------------------------------------------------- | -------------------------------------------------------------------------- | -------------------------------------------------------------------------- | -------------------------------------------------------------------------- | -------------------------------------------------------------------------- | -------------------------------------------------------------------------- | -------------------------------------------------------------------------- |
| 12-11-2020                                                                 | Swansea                                                                    | Galles                                                                     | 0 – 0                                                                      | Stati Uniti                                                                | Amichevole                                                                 | -                                                                          | 79’                                                                        |
| 16-11-2020                                                                 | Vienna                                                                     | Stati Uniti                                                                | 6 – 2                                                                      | Panama                                                                     | Amichevole                                                                 | 1                                                                          | 68’                                                                        |
| 25-3-2021                                                                  | Wiener Neustadt                                                            | Stati Uniti                                                                | 4 – 1                                                                      | Giamaica                                                                   | Amichevole                                                                 | -                                                                          | 68’                                                                        |
| 28-3-2021                                                                  | Belfast                                                                    | Irlanda del Nord                                                           | 1 – 2                                                                      | Stati Uniti                                                                | Amichevole                                                                 | 1                                                                          | 62’                                                                        |
| 30-5-2021                                                                  | San Gallo                                                                  | Svizzera                                                                   | 2 – 1                                                                      | Stati Uniti                                                                | Amichevole                                                                 | -                                                                          | 72’                                                                        |
| 3-6-2021                                                                   | Denver                                                                     | Stati Uniti                                                                | 1 – 0                                                                      | Honduras                                                                   | CONCACAF Nations League 2019-2020 - Semifinale                             | -                                                                          | 78’                                                                        |
| 6-6-2021                                                                   | Denver                                                                     | Stati Uniti                                                                | 3 – 2 dts                                                                  | Messico                                                                    | CONCACAF Nations League 2019-2020 - Finale                                 | 1                                                                          | 82’                                                                        |
| 9-6-2021                                                                   | Sandy                                                                      | Stati Uniti                                                                | 4 – 0                                                                      | Costa Rica                                                                 | Amichevole                                                                 | 1                                                                          | 74’                                                                        |
| 2-9-2021                                                                   | San Salvador                                                               | El Salvador                                                                | 0 – 0                                                                      | Stati Uniti                                                                | Qual. Mondiali 2022                                                        | -                                                                          |                                                                            |
| 24-3-2022                                                                  | Città del Messico                                                          | Messico                                                                    | 0 – 0                                                                      | Stati Uniti                                                                | Qual. Mondiali 2022                                                        | -                                                                          | 60’                                                                        |
| 27-3-2022                                                                  | Orlando                                                                    | Stati Uniti                                                                | 5 – 1                                                                      | Panama                                                                     | Qual. Mondiali 2022                                                        | -                                                                          | 46’                                                                        |
| 30-3-2022                                                                  | San José                                                                   | Costa Rica                                                                 | 2 – 0                                                                      | Stati Uniti                                                                | Qual. Mondiali 2022                                                        | -                                                                          | 61’                                                                        |
| 23-9-2022                                                                  | Düsseldorf                                                                 | Giappone                                                                   | 2 – 0                                                                      | Stati Uniti                                                                | Amichevole                                                                 | -                                                                          | 46’                                                                        |
| 27-9-2022                                                                  | Murcia                                                                     | Arabia Saudita                                                             | 0 – 0                                                                      | Stati Uniti                                                                | Amichevole                                                                 | -                                                                          | 30’                                                                        |
| 25-11-2022                                                                 | Al Khawr                                                                   | Inghilterra                                                                | 0 – 0                                                                      | Stati Uniti                                                                | Mondiali 2022 - 1º turno                                                   | -                                                                          | 83’                                                                        |
| 3-12-2022                                                                  | Al Rayyan                                                                  | Paesi Bassi                                                                | 3 – 1                                                                      | Stati Uniti                                                                | Mondiali 2022 - Ottavi di finale                                           | -                                                                          | 46’                                                                        |
| 24-3-2023                                                                  | Saint George's                                                             | Grenada                                                                    | 1 – 7                                                                      | Stati Uniti                                                                | CONCACAF Nations League 2022-2023 - 1º turno                               | -                                                                          | 64’                                                                        |
| 27-3-2023                                                                  | Orlando                                                                    | Stati Uniti                                                                | 1 – 0                                                                      | El Salvador                                                                | CONCACAF Nations League 2022-2023 - 1º turno                               | -                                                                          | 90+2’                                                                      |
| 15-6-2023                                                                  | Paradise                                                                   | Stati Uniti                                                                | 3 – 0                                                                      | Messico                                                                    | CONCACAF Nations League 2022-2023 - Semifinale                             | -                                                                          | 74’                                                                        |
| 18-6-2023                                                                  | Paradise                                                                   | Canada                                                                     | 0 – 2                                                                      | Stati Uniti                                                                | CONCACAF Nations League 2022-2023 - Finale                                 | -                                                                          | 46’                                                                        |
| 14-10-2023                                                                 | East Hartford                                                              | Stati Uniti                                                                | 1 – 3                                                                      | Germania                                                                   | Amichevole                                                                 | -                                                                          | 46’                                                                        |
| 17-10-2023                                                                 | Nashville                                                                  | Stati Uniti                                                                | 4 – 0                                                                      | Ghana                                                                      | Amichevole                                                                 | 2                                                                          | 46’                                                                        |
| 16-11-2023                                                                 | Austin                                                                     | Stati Uniti                                                                | 3 – 0                                                                      | Trinidad e Tobago                                                          | CONCACAF Nations League 2023-2024 - Quarti di finale                       | 1                                                                          |                                                                            |
| 21-11-2023                                                                 | Port of Spain                                                              | Trinidad e Tobago                                                          | 2 – 1                                                                      | Stati Uniti                                                                | CONCACAF Nations League 2023-2024 - Quarti di finale                       | -                                                                          | 42’                                                                        |
| 21-3-2024                                                                  | Arlington                                                                  | Stati Uniti                                                                | 3 – 1 dts                                                                  | Giamaica                                                                   | CONCACAF Nations League 2023-2024 - Semifinale                             | -                                                                          | 46’                                                                        |
| 25-3-2024                                                                  | Arlington                                                                  | Stati Uniti                                                                | 2 – 0                                                                      | Messico                                                                    | CONCACAF Nations League 2023-2024 - Finale                                 | 1                                                                          | 79’                                                                        |
| 8-6-2024                                                                   | Landover                                                                   | Stati Uniti                                                                | 1 – 5                                                                      | Colombia                                                                   | Amichevole                                                                 | -                                                                          | 62’                                                                        |
| 12-6-2024                                                                  | Orlando                                                                    | Stati Uniti                                                                | 1 – 1                                                                      | Brasile                                                                    | Amichevole                                                                 | -                                                                          | 65’                                                                        |
| 23-6-2024                                                                  | Arlington                                                                  | Stati Uniti                                                                | 2 – 0                                                                      | Bolivia                                                                    | Coppa America 2024 - 1º turno                                              | -                                                                          | 65’                                                                        |
| 27-6-2024                                                                  | Atlanta                                                                    | Panama                                                                     | 2 – 1                                                                      | Stati Uniti                                                                | Coppa America 2024 - 1º turno                                              | -                                                                          | 46’                                                                        |
| 1-7-2024                                                                   | Kansas City                                                                | Stati Uniti                                                                | 0 – 1                                                                      | Uruguay                                                                    | Coppa America 2024 - 1º turno                                              | -                                                                          |                                                                            |
| 23-3-2025                                                                  | Inglewood                                                                  | Canada                                                                     | 2 – 1                                                                      | Stati Uniti                                                                | CONCACAF Nations League 2024-2025 - Finale 3º posto                        | -                                                                          | 69’ 90+6’                                                                  |
| Totale                                                                     |                                                                            | Presenze                                                                   | 32                                                                         |                                                                            | Reti                                                                       | 8                                                                          |                                                                            |

## Palmarès

### Club
- Coppa di Germania: 1

Borussia Dortmund: 2020-2021

### Nazionale
- CONCACAF Nations League: 3

2019-2020, 2022-2023, 2023-2024

### Individuale
- U.S. Soccer Athlete of the Year: 1

Premio giovane maschile: 2020